# Forchlorfenuron
Forchlorfenuron (ISO-naam) is een plantengroeiregulator, die sedert ca. 2004 op de markt is. Het is een fenylureumderivaat, ontwikkeld door AlzChem, een dochteronderneming van Degussa (nu Evonik Degussa). Merknamen zijn Sitofex en Prestige in de Verenigde Staten (waar Valent BioSciences de licentiehouder is). In zuivere toestand is het een wit kristallijn poeder. Het technisch product moet minimaal 978 g forchlorfenuron per kg bevatten.

## Werking
Forchlorfenuron wordt door de meeste delen van de plant (stengel, bladeren, zaadlobben en gekiemde zaden) opgenomen; het bevordert de celdeling, celdifferentiatie en celontwikkeling. Het werkt synergistisch met de natuurlijke auxines (plantenhormonen) en levert zo grotere en zwaardere vruchten op.

## Toepassingen
Forchlorfenuron is in de eerste plaats bedoeld voor toepassing op druiven (tafeldruiven en druiven voor rozijnen) en kiwi's. Het wordt normaal kort na de bloei gesproeid op de bloesems of de ontwikkelende vruchten. De gebruikte doses zijn laag: voor kiwifruit ca. 5 tot 20 gram van de actieve stof per hectare.

## Regelgeving
Forchlorfenuron is in de Europese Unie opgenomen in bijlage I bij richtlijn 91/414/EG (d.i. de lijst van werkzame stoffen die mogen gebruikt worden in gewasbeschermingsmiddelen), voor een termijn van 1 april 2006 tot 31 maart 2016. De beslissing is enkel gebaseerd op het gebruik van forchlorfenuron op kiwi's; indien Europese lidstaten de stof voor andere toepassingen willen toelaten, moeten zij aantonen dat dan de effecten op de gezondheid van de mens en op het milieu voldoen aan de criteria die in de Europese richtlijn 91/414/EEG zijn vastgelegd.

## Toxicologie en veiligheid
Forchlorfenuron heeft een lage acute toxiciteit bij zoogdieren (ratten) en vogels, en een gematigde acute toxiciteit bij bijen en bij vissen en andere waterorganismen. Het is een zeer stabiele stof, die in de bodem of in water slechts zeer langzaam afbreekt; de halfwaardetijd in de bodem bedraagt 578 dagen.
Er zijn geen aanwijzingen dat forchlorfenuron carcinogeen zou zijn.